# Pseudarmigeres argenteoventralis
Pseudarmigeres argenteoventralis is een muggensoort uit de familie van de steekmuggen (Culicidae). De wetenschappelijke naam van de soort is voor het eerst geldig gepubliceerd in 1909 door Theobald.